# Kiltegan
Kiltegan (in irlandese Cill Teagáin) è una località della Repubblica d'Irlanda. Fa parte della contea di Wicklow, nella provincia di Leinster.